# Парламентьорът (книга)
Парламентьорът (на английски: The Negotiator) е роман на Фредерик Форсайт в жанр политически трилър, публикуван е през 1989 г.

## Сюжет
Внимание:  Текстът по-долу разкрива сюжета на произведението (или части от него)!
Президентът на САЩ Джон Кормак пристига на приятелско посещение в СССР, където се срещна с генералния секретар на КПСС Михаил Горбачов. По време на срещата, лидерите на двете световни сили се споразумяват за подготовката на договор за значително намаляване на ядрените и конвенционалните оръжия. Скоро ръководителят на Съветския съюз прави ответна визита и предварителните договорености се оформят в Нантакетския договор, който може да бъде прелюдия към края на „Студената война“.
Но срещу мирния договор веднага застават могъщи противници. Военно-промишленият комплекс е разработил уникална система за борба с руските танкове – „Деспот“. Производителите на оръжие очакват да подпишат договори с правителството на САЩ за милиарди долари, но след подписването на договора никой няма купува нови оръжейни системи. Освен отбранителната промишленост, един от най-големите петролни магнати от САЩ, Сайръс Милър, също категорично се противопоставя на мирните инициативи на президента Кормак. В своите амбициозни и луди планове Сайръс предполага да установи пълен контрол върху петролните полета на Саудитска Арабия. За осъществяване на амбициозния си план петролният магнат привлича полковник Робърт Истърхаус, който работи в едно от министерствата на кралството. Полковникът подготвя хитър план, според който по време на големия национален празник всички членове на кралското семейство ще бъде унищожени от арабски терористи, а ръководител на Саудитска Арабия ще стане принцът – послушна марионетка на Милър.
В СССР мирният договор, предложен от американците, също е посрещнат без особен ентусиазъм. Ръководителят на всемогъщия КГБ Владимир Крючков е категорично срещу всяко „затопляне“ в отношенията със Съединените щати. В съветската армия ожесточен противник на Нантакетския договор става неговият главнокомандващ – маршал Иван Козлов. Вместо това, той планира не мир, а бърза и победоносна война, която би позволила на Съветския съюз, за да вземе властта в Саудитска Арабия, и да постави целия западен свят на колене. Така тези различни противници на мирния договор се обединяват и започват да действат заедно ...
Скоро в Англия е отвлечен студентът Саймън Кормак, син на президента на САЩ. Специалните сили на САЩ и на Великобритания започват интензивно търсене на Саймън, но напразно. По съвет на заместник-директора на ЦРУ в операцията за спасяване на сина на президента е привлечено частно лице. Това е Куин, най-успешния в света преговарящ с похитители, най-добрият експерт по спасяване на заложници. Куин изисква пълна автономност, но властите предпочитат да не рискуват и прикрепят към Куин двама асистенти – младият агент на ЦРУ Дънкан МакКрей и очарователно момиче – агентът на ФБР Саманта (Сам) Самървил. Куин предлага на правителствата на САЩ и Великобритания да изчакат, докато похитителите предявят своите искания.
Накрая се чува дългоочаквания телефонен звън. Бандитите, похитили Саймън, искат да получат откуп от $ 10 милиона. В рамките на няколко дни, Куин води с похитителите напрегнати преговори. Сумата на откупа е намалена на 2 милиона, но бандити не се интересуват от пари, а от диаманти. Операцията на размяната се осъществява съвсем нормално, похитителите получават торба с диаманти, Саймън Кормак е пуснат на свобода, но ... внезапно избухва експлозия, която буквално разкъсва на части нещастния млад мъж. Внимателният анализ на останките на Саймън разкрива, че миниатюрното взривно устройство е монтирано в токата на колана на панталона. Но най-лошото от всичко – бомбата, която убива сина на президента на САЩ, може да се направи само в Съветския съюз.
Обществеността на западните страни буквално експлодира в негодувание. „Руснаците – това са убийци, с които е невъзможно да се работи!“ Шансовете за подписване на споразумение за намаляване на въоръженията пада до нула. Нещо повече, основният инициатор на мирните преговори, американският президент Кормак толкова е шокиран от смъртта на единствения си син, че се оттегля изцяло от обществените дела и показва признаци на психично заболяване. Президентската администрация наблюдавайки всичко това, предлага да отстрани Кормак от власт, назначавайки на негово място вицепрезидента Майкъл Одел. Изглежда, че заговорниците срещу мира са победили ...
... Но в плановете на терористите се намесва Куин. Той постепенно осъзнава, че отвличането и убийството на сина на президента на Съединените щати е организирано с единствената цел – да наруши мирния диалог на Запада и СССР. Заедно със Саманта, Куин започва свое разследване. Парламентьорът е готов да прерови цяла Европа, за да намери похитителите и да научи имената на главните заговорници ...